# Bruce Dinsmore
Pour les articles homonymes, voir Dinsmore.
Bruce Dinsmore est un acteur canadien, né à Vancouver le 22 novembre 1965.

## Filmographie
- 1993 : The Myth of the Male Orgasm : Jimmy Rovinsky
- 1993 : Vendetta II: The New Mafia (TV) : Reporter #1
- 1994 : Relative Fear : Clive
- 1994 : Mrs Parker et le Cercle vicieux (Mrs. Parker and the Vicious Circle) : Assistant Director
- 1995 : Chambres en ville (série télévisée) : Simon
- 1995 : Wimzie's House (série télévisée) : Horace (voix)
- 1995 : The Little Lulu Show (série télévisée) : Tubby Tompkins
- 1996 : Arthur (série télévisée) : David Read (Dad); Binky Barnes (voix)
- 1997 : Twist of Fate : Carmichael
- 1997 : Never Too Late : Jerry Corcoran
- 1997 : Laserhawk : Freddie (Editor)
- 1997 : Suspicious Minds : Kevin Green
- 1997 : Le Rêve de Jimmy (The Kid) : Terry Conroy
- 1997 : L'Étranger (Stranger in the House) : Dan Winters
- 1998 : Perpetrators of the Crime : Ronnie
- 1998 : The Sleep Room : Dr Burns
- 1999 : Understanding the Law: The Coat : narrateur (voix)
- 1999 : Press Run : Tom Gerrard
- 1999 : P. T. Barnum (TV) : David Thompson
- 2000 : Live Through This (TV) : Tav Parsons
- 2000 : Le Fantôme de Sarah Williams (Waking the Dead) : Tony Dayton
- 2000 : Audrey Hepburn, une vie (The Audrey Hepburn Story) (TV) : Blake Edwards
- 2000 : Live Through This (en) (série télévisée) : Rick Parsons
- 2000 : Arthur's Perfect Christmas (TV) : Binky / Dad (voix)
- 2001 : Bébé clone (After Amy) (TV)
- 2002 : Redeemer (TV)
- 2002 : Sur la piste du danger (Scent of Danger) (TV) : Tom Hendricks
- 2003 : Indiscrétions fatales (Nightwaves) (TV) : Tom Williams
- 2004 : I Do (But I Don't) (TV) : Robert (Bonnie's Husband)
- 2004 : Postcards from Buster (série télévisée) : Binky / Arthur's Dad (voix)
- 2004 : Arthur's Halloween (vidéo) : père Dave Read
- 2006 : Péril à domicile (Maid of Honor) (TV) : Kevin Lansing
- 2007 : Alerte tsunamis (en) (Killer Wave) de Bruce McDonald  (mini-série, épisodes 1 et 2) : Jackson Wilcord
- 2012 : The Yummy Gummy Search for Santa (film) : Harry[1]
- 2020 : French Exit d'Azazel Jacobs
- 2020 : Un trésor sous votre sapin (Swept Up by Christmas) de Philippe Gagnon (TV) : Graham
- 2023 : Le Temps d'un été de Louise Archambault : le notaire Douglas

## Doublage

### Jeux vidéo
- 2014 : Assassin's Creed Unity : Maximilien de Robespierre